# Pour Some Sugar on Me
"Pour Some Sugar on Me"en español "vierte algo de azúcar en mi" es una canción de la banda de rock británica Def Leppard de su álbum de 1987 Hysteria. Alcanzó la segunda posición en la lista US Billboard Hot 100 el 23 de julio de 1988, tras "Hold On to the Nights" de Richard Marx. "Pour Some Sugar on Me" fue ubicada en la segunda posición de la lista de VH1 "Las 100 mejores canciones de la década de 1980" en 2006. Se considera la canción insignia de la banda.

## Lista de canciones
7": Bludgeon Riffola / Mercury / 870 298-7 (EE.UU.)
1. "Pour Some Sugar on Me"
2. "Ring of Fire"

Vinilo, 12"
1. "Pour Some Sugar on Me" [Versión extendida]
2. "Pour Some Sugar on Me" [Versión del álbum]
3. "I Wanna Be Your Hero"

CD: Bludgeon Riffola / Mercury / 8724872 (Alemania)
1. "Pour Some Sugar on Me" [Versión extendida]
2. "Release Me"
3. "Rock of Ages" [En vivo]

## Personal
- Joe Elliott - voz
- Steve Clark - guitarras, coros
- Phil Collen - guitarras, coros
- Rick Savage - bajo, coros
- Rick Allen - batería